# Солодовников Анатолій Григорович
Анатолій Григорович Солодовников (нар. 6 липня 1950 — пом. 14 листопада 2018) — радянський футболіст, нападник. Провів понад двісті матчів у Другій лізі СРСР.

## Життєпис
Анатолій приїхав до Севастополя разом з батьками у віці шести місяців з Казахстану, де вони перебували в евакуації. Спочатку проживав в бараках будівельного містечка на Загородній балці, а його батьки працювали будівельниками. У віці шести років його сім'я отримала квартиру на вулиці Гоголя. Записався у футбольну секцію при флотській команді, де тренером був Авер'янов.
У старшому віці грав у тренера Анатолія Смирнова в чемпіонаті Криму, якому тоді допомагали Георгій Судаков та Юрій Букасов. У 1966 році його запросили до дублюючого складу флотської команди, того ж року його викликали до юнацької збірної Криму. Наступного року Анатолій Захаров домовився про перехід севастопольців Анатолія Солодовникова, Миколи Крівоухова і Володимира Лук'янова в андижанський «Спартак» з другої ліги СРСР. Пізніше «Спартак» перейменованли в «Андижан». У 18-річному віці призваний на військову службу в армію, через що повернувся в Севастополь. Проходив службу в спортивній роті під керівництвом Леоніда Слєсарєва, а команда виступала в чемпіонаті Криму. Потім грав за головну флотську команду під керівництвом Михайла Єрмолаєва. У 1971 році виступав за севастопольський «Авангард» у Другій лізі.
У 1972 році разом з Віктором Пишковим перейшов у дзержинський «Хімік». Про перехід домовлявся Георгій Судаков. У складі «Хіміка» грав протягом чотирьох років у Другій лізі. За спогадами самого Солодовников під час зборів в Леселідзе його гру порівнювали з італійським футболістом Сандро Маццола. У середині сімдесятих років Анатолія Солодовникова запрошували в третю збірну СРСР.
У 1976 році повернувся в Севастополь, де став грати за «Атлантику». Команда зайняла останнє двадцяте місце у Другій лізі СРСР, після чого Солодовников знову перейшов у «Хімік». У 1980 році, разом з іншим севастопольцем Василем Місіневим, перейшов в тамбовський «Спартак», який також грав у другій лізі чемпіонату СРСР. У «Спартаку» став найкращим бомбардиром команди з 15 забитими м'ячами протягом сезону, однак у зв'язку з введенням квот на іншогородян та вікового цензу йому довелося залишити команду.
Повернувшись до Севастополя, почав грати за місцевий «Металіст» під керівництвом Володимира Голубєва. Клуб фінансував однойменним заводом, але для участі в професійному футболі ресурсів не вистачало. Разом з командою став переможцем чемпіонату і Кубку Криму 1982 року, а також турніру відкриття сезону й турніру Героям Євпаторійського десанту. У 1986 році залишив команду й почав виступати за команду таксопарку «Мотор» під керівництвом Валерія Ладоги. Надалі грав за команди ветеранів, разом з однією з них став чемпіоном Криму 1995 року, ставав переможцем чемпіонату і Кубка Севастополя з футзалу.

## Особисте життя
Одружений.

## Статистика виступів
| Сезон | Клуб                 | Ліга            | Чемпіонат | Чемпіонат | Кубок | Кубок |
| Сезон | Клуб                 | Ліга            | Матчі     | Голи      | Матчі | Голи  |
| ----- | -------------------- | --------------- | --------- | --------- | ----- | ----- |
| 1972  | «Хімік» (Дзержинськ) | Друга ліга СРСР | ?         | 10        |       |       |
| 1973  | «Хімік» (Дзержинськ) | Друга ліга СРСР | 31        | 7         |       |       |
| 1974  | «Хімік» (Дзержинськ) | Друга ліга СРСР |           |           |       |       |
| 1975  | «Хімік» (Дзержинськ) | Друга ліга СРСР | 29        | 2         |       |       |
| 1976  | «Атлантика»          | Друга ліга СРСР | 38        | 4         | 1     | 0     |
| 1978  | «Хімік» (Дзержинськ) | Друга ліга СРСР |           |           |       |       |
| 1979  | «Хімік» (Дзержинськ) | Друга ліга СРСР | 44        | 8         |       |       |
| 1980  | «Спартак» (Тамбов)   | Друга ліга СРСР | 36        | 15        |       |       |